# Zeitschriftendatenbank
Die Zeitschriftendatenbank (ZDB) ist die zentrale bibliografische Datenbank (Fachdatenbank) für Titel- und Besitznachweise fortlaufender Sammelwerke in Deutschland und Österreich, also etwa von Fachzeitschriften, Zeitschriften und Zeitungen. Die ZDB verzeichnet Nachweise nahezu aller deutschen wissenschaftlichen Bibliotheken und vieler sonstiger öffentlichen Bibliotheken und ist im Internet frei nutzbar. Die Zeitschriftendatenbank wird federführend von der Staatsbibliothek zu Berlin in Zusammenarbeit mit der Deutschen Nationalbibliothek, die für die technische Systembetreuung und -entwicklung zuständig ist, betreut.

## Hintergrund
Grundvoraussetzung für die Aufnahme eines Titels in der Zeitschriftendatenbank ist, dass er zur „Gattung“ der fortlaufenden Sammelwerke (Periodika und Schriftenreihen) gehört, also in mehreren Teilen (Heften, Bänden) erscheint und in der Erscheinungsdauer nicht begrenzt ist (wie es beispielsweise Lexika sind). Das Spektrum umfasst nicht nur gedruckte Nachweise (Printmedien), sondern auch Titel elektronischer Zeitschriften und von Mikroformen.
Die Datenbank verzeichnet, welche Periodika in den einzelnen teilnehmenden Bibliotheken vorhanden sind. Dazu kann zum Beispiel nach einem Zeitschriftentitel gesucht werden. Der sogenannte Bestandsdatensatz gibt darüber Auskunft, in welcher Bibliothek welche Jahrgänge vorhanden sind. Dagegen verzeichnet die ZDB keine Aufsatztitel.
Durch ihren Umfang an Titel- und Bestandsnachweisen ist die ZDB in Deutschland das Rückgrat der Fernleihe für die vorgenannten Literaturgattungen. Sie verzeichnet neben den Beständen deutscher Bibliotheken auch solche aus Österreich und (eingeschränkt) dem übrigen europäischen Ausland. Insgesamt umfasst die ZDB als weltgrößte Datenbank ihrer Art 2 Millionen Titel in allen Sprachen von 1500 bis heute und enthält zu diesen Titeln 18,5 Millionen Besitznachweise von 4012 deutschen und österreichischen Bibliotheken (Stand: Juli 2022).
Seit Juni 2014 steht der größte Teil der Metadaten unter der Lizenz Creative Commons Zero (CC0 1.0) und ist damit zur Nachnutzung freigegeben.